# JR時間表修正
JR時間表修正（日语：／）是在1987年（昭和62年）4月1日國鐵分割民營化後，由國鐵轉變成為JR集團。在JR集團中旅客服務方面，成立了JR東日本、JR東海、JR西日本、JR北海道、JR四國和JR九州。本條目將記述上述各旅客鐵路公司內各路線實施的時間表修正內容。
近年一般JR時間表改正多定於3月中旬的星期六進行（雖然非必然但例外情況不多），個別需要時也會在其他時間內執行，例如秋季的時間表改動通常都會在10月1日進行。另外，由於JR更改時間表對不少依賴接駁的鐵路公司（特別是第三部門鐵道）有直接影響，不少鐵路公司也會選擇當日一同進行時間表改正。

## 分類

### 按實行時間區分(時間表修正)
- 1980年代·1990年代JR時間表修正
  - 一本列島（日语：一本列島）（1988年3月13日與4月10日修正 - 青函隧道、瀨戶大橋啟用）
- 2000年代JR時間表修正
- 2010年代JR時間表修正（日语：2010年代のJRダイヤ改正）
- 2020年代JR時間表修正（日语：2020年代のJRダイヤ改正）